# FS ETR.250
Die elektrischen Triebzüge der Baureihe ETR.250 der italienischen Ferrovie dello Stato (FS) waren für hochwertige Schnellzüge bestimmt. Sie waren eine auf vier Wagen verkürzte Version der ETR.300 Settebello und wurden Arlecchino genannt. 1960 wurden von Breda vier Einheiten abgeliefert, die bis in die 1990er Jahre im Dienst standen. Der Zug ETR.252 ist erhalten und als betriebsfähiges Fahrzeug im Bestand der Fondazione FS.

## Geschichte

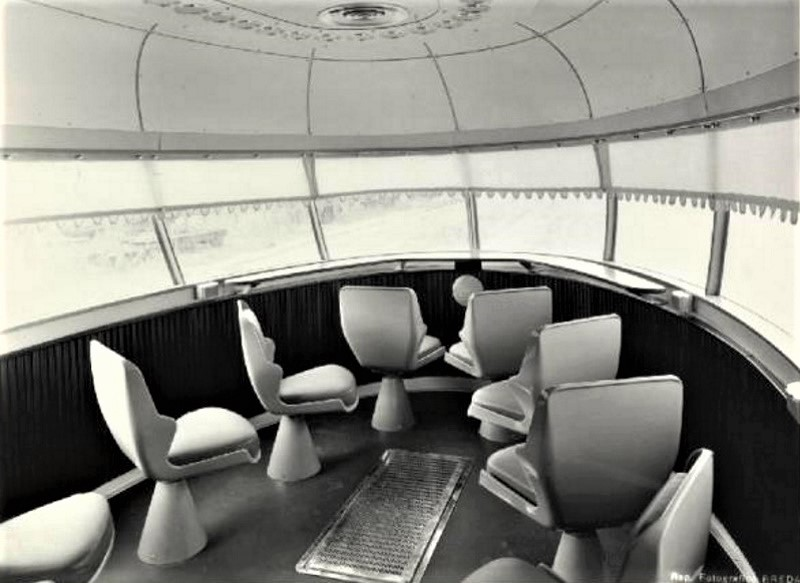
Aussichtskanzel in einem der Endwagen

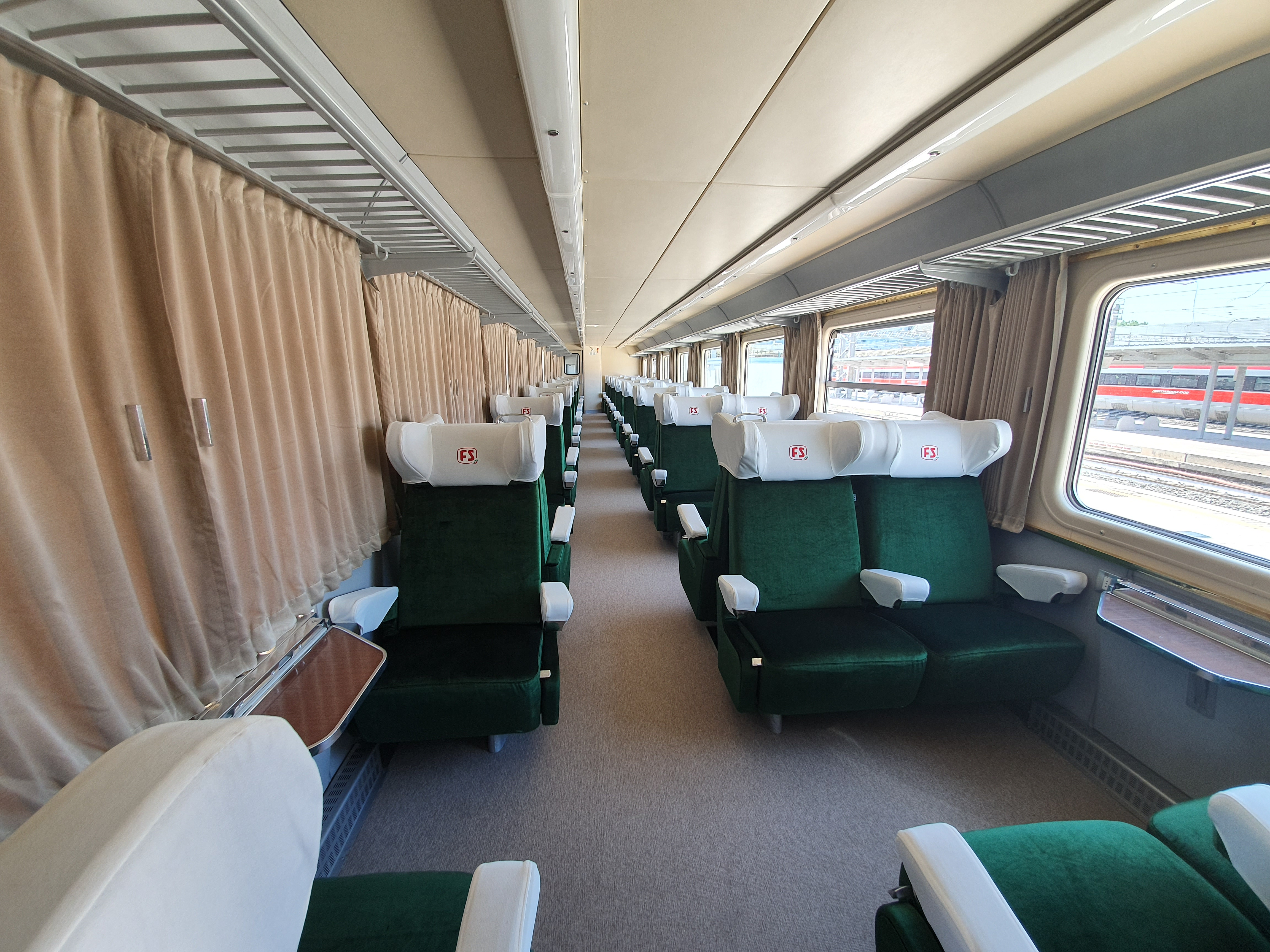
Fahrgastraum

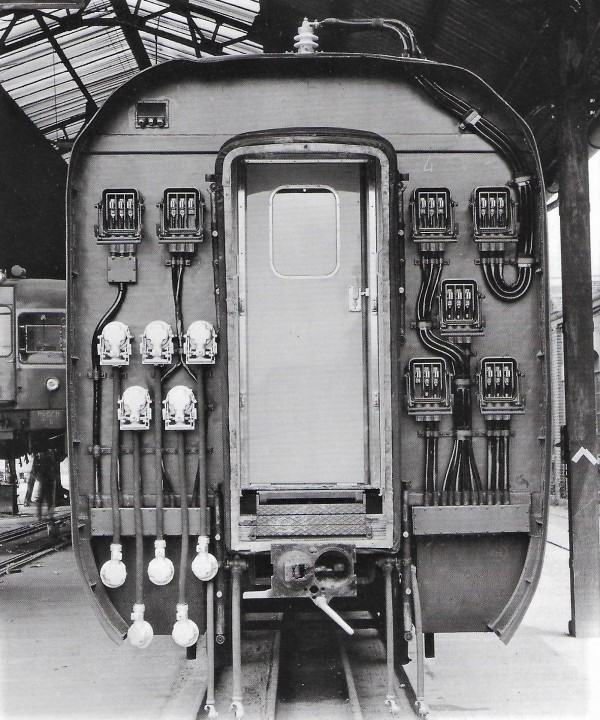
Stirnseite des zweiten Halbzuges

Die Züge verkehrten erstmals im Sommer 1960, als die Olympischen Spiele in Rom stattfanden, im fahrplanmäßigen Betrieb. Die Eröffnungsfahrt mit Vorstellung der Presse fand am 23. Juli 1960 auf der Strecke Mailand–Bologna–Venedig statt, wo eine Höchstgeschwindigkeit von 187 km/h erreicht wurde. Die Züge waren ein Symbol der nach dem Zweiten Weltkrieg wieder erstarkten italienischen Wirtschaft und des erreichten Wohlstandes.
Die Züge waren zu Beginn auf der Strecke Mailand–Rom–Neapel als Freccia del Vesuvio eingesetzt. Zwischen Mailand und Rom verkehrten zwei Einheiten gekuppelt, eine davon lief weiter bis Neapel. Sie verkehrten aber von Mailand aus auch nach Turin, Genua, Venedig und Triest oder bedienten im Süden Verbindungen bis nach Bari. Die Triebzüge waren nicht mit einer Vielfachsteuerung ausgerüstet, sodass bei drei gekuppelten Einheiten sechs Triebfahrzeugführer benötigt wurden.
Die Züge wurden zwar noch für den Hochgeschwindigkeitsverkehr auf der Direttissima Florenz–Rom umgebaut, dann jedoch 1973 auf der Verbindung Mailand–Neapel von lokbespannten Zügen mit Gran Confort-Wagen abgelöst, die mehr Sitzplätze boten. Die Arlecchini verkehrten fortan auf der Verbindung Genua–Mailand–Triest, bis sie 1985 nach Rom umstationiert wurden und schon ein Jahr danach aus dem Planbetrieb ausschieden.
Von 1990 bis 1998 wurden drei Einheiten im Sonderverkehr eingesetzt. 1999 wurden die Züge 251 und 254 abgebrochen, 2001 der Zug 253. Der Zug 252 wurde betriebsfähig aufgearbeitet und ist seit 2019 wieder einsetzbar.

## Technik

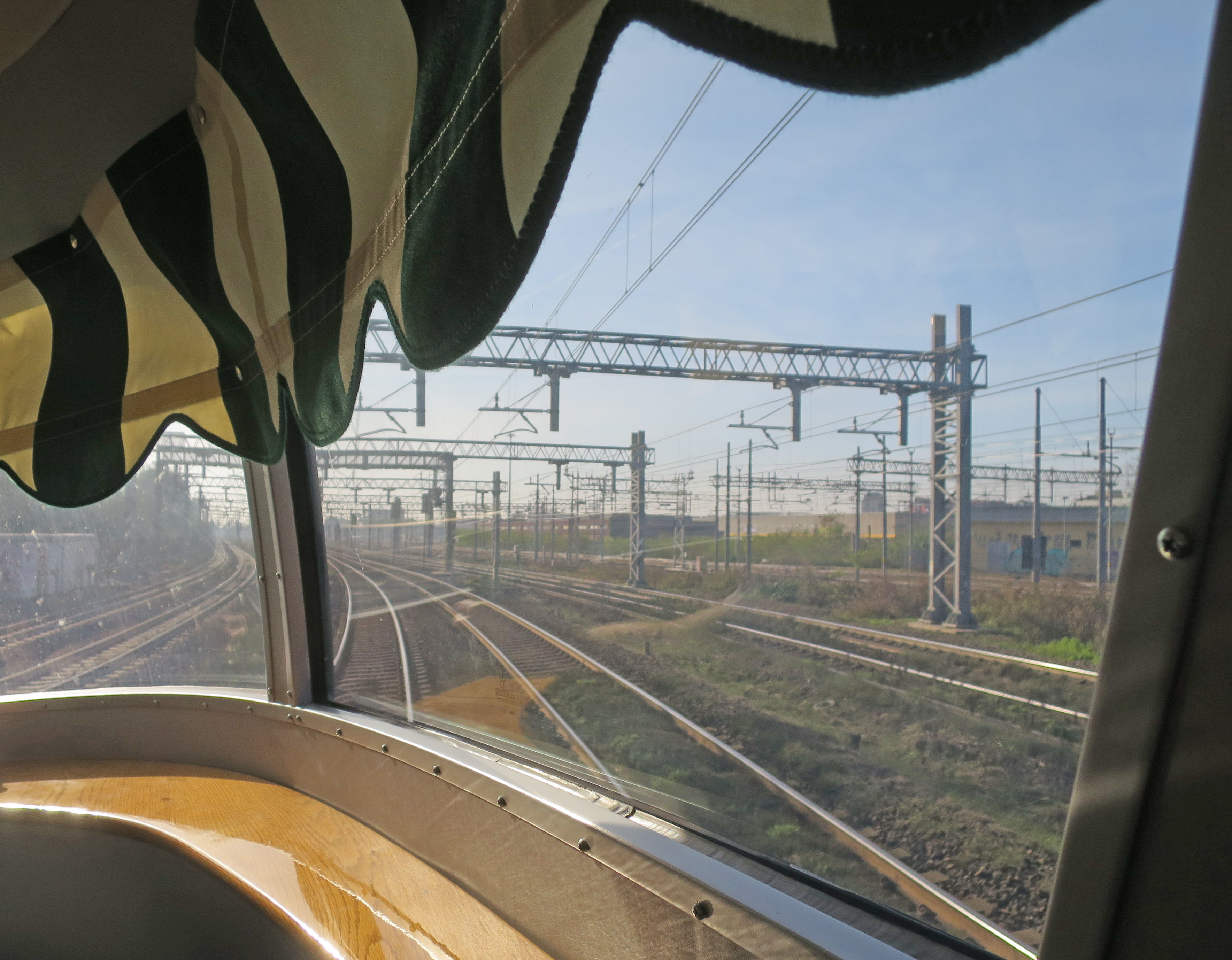
„Lokführerblick“ aus der Frontkanzel

Die Züge waren für eine Höchstgeschwindigkeit von 160 km/h ausgelegt, die 1970 durch Ändern der Getriebeübersetzung auf 200 km/h erhöht wurde. Jede Einheit bestand aus zwei Halbzügen, die aus zwei Wagenkasten bestanden, die in der Mitte durch ein Jakobs-Drehgestell getragen wurden. Eine Zughälfte lief auf zwei Triebdrehgestellen Z 1040, bei der anderen war nur das Drehgestell am Führerstands- und Kanzelende mit Fahrmotoren ausgerüstet. Die Jakobsdrehgestelle waren Laufdrehgestelle Zpm 1040. Die Halbzüge waren untereinander mit halbautomatischen Scharfenbergkupplungen verbunden, die jedoch nur die mechanische Verbindung herstellte. Die elektrischen und pneumatischen Verbindungen mussten manuell verbunden und getrennt werden.
Ähnlich wie bei den ETR.200 standen den Reisenden nur drei Wagen zur Verfügung, während der Wagen 3 die Speisewagenküche sowie Dienstabteile und einen Post- und Gepäckraum enthielt. Die Inneneinrichtung des Zuges war für die damalige Zeit ungewöhnlich bunt gehalten, weshalb er den Zunamen Arlecchino ‚Harlekin‘ erhielt. Jeder Wagen hatte seine eigene Grundfarbe im Pastellton: Wagen 1 war in Blau, Wagen 2 in Braun und Wagen 4 in Grün gehalten. Eine weitere Besonderheit der Einheiten waren die Aussichtskanzeln in den aerodynamisch gestalteten Stirnfronten der Endwagen. Im Wagen 1 war in der Kanzel am Anfang eine Bar untergebracht, wo die Sitzplätze auf einem Sofa angeordnet waren – zwei Plätze schauten gegen die Bar, vier in Richtung Stirnwandfenster. Die Bar wurde 1970 entfernt und die Inneneinrichtung derjenigen von Wagen vier angepasst. In diesem waren acht drehbare Einzelstühle entlang den Fenstern angeordnet. Vor der Vorderwand des hochgesetzten Führerstandes befand sich eine gepolsterte Bank mit drei Plätzen.
Die Triebzüge wurden 1970 für den Hochgeschwindigkeitsverkehr umgebaut. Sie erhielten eine geänderte Fahrmotorübersetzung, sodass sie betrieblich mit einer Höchstgeschwindigkeit von 180 km/h verkehren konnten. Zusätzlich wurden die Züge mit einer elektrodynamischen Bremse, Sicherheitsglasscheiben für den Lokführer und der Zugbeeinflussung RS4 Codici ausgerüstet.
Für den Charterverkehr wurde bei drei Zügen im Wagen 3 eine Bar eingebaut. Dazu gehört auch der als historisches Fahrzeug bewahrte und fahrtüchtig aufgearbeitete Zug ETR.252. Er gehört heute zum Fahrzeugpark der Fondazione FS Italiane. Ausgestattet wurde er mit der Zugbeeinflussung SCMT, erhielt dritte Spitzenlichter, eine elektrische Türblockierung und neue Küchengeräte für die Bar. Die Aschenbecher des ehemaligen Raucherbereichs wurden verschweißt. Das ästhetische Erscheinungsbild der Inneneinrichtung aus den 1960er Jahren blieb erhalten.